# Курский район (Курская область)
Ку́рский райо́н — административно-территориальная единица (район) и муниципальное образование (муниципальный район) в центре Курской области России.
Административным центром является город Курск (не входит в состав района). До 2014 года райцентром был посёлок Маршала Жукова.

## География
Расположенный в центральной части Курской области, район занимает площадь 1657,29 км² и является наибольшим как по размеру территории, так и по населению. Граничит на севере с Фатежским и Золотухинским районами, на востоке — с Щигровским и Солнцевским районами, на юге — с Медвенским, на западе с Октябрьским районом.
Крупнейшая река Курского района — Сейм, протекает в южной части района с востока на запад, на ней расположены Полевской, Бесединский, Шумаковский, Клюквинский, Лебяжинский, Рышковский и Ворошневский сельсоветы. Притоки Сейма протекающие в Курском Районе:
- Тускарь, в Курском районе течёт с севера на юг на северо-востоке района, Щетинский и Муравлёвский сельсоветы) его притоки:
  - Кур (течёт с севера на юг, север района, Нижнемедведицкий сельсовет)
  - Обметь (течёт с севера на юг, северо-восток района, Пашковский сельсовет)
  - Виногробль (течёт с востока на запад, восток района, Винниковский, Ноздрачёвский и Щетинский сельсоветы)
- Большая Курица (течёт с севера на юг, в верховьях — северо-востока на юго запад, запад и северо-запад района — Полянский, Брежневский и Нижнемедведицкий сельсоветы),
  - Малая Курица, приток Большой Курицы (течёт с северо-запада на юго-восток, северо-запад района, Брежневский сельсовет)
- Рать (восток района, течёт с северо-востока на юго-запад, Бесединский и Троицкий сельсоветы),
- Моква (запад района, течёт с севера на юг, Моковский сельсовет)
- Млодать (юг района, течёт с юго-запада на северо-восток, Лебяжинский сельсовет),
- Полная (юго-восток района, течёт с юго-запада на северо-восток, Полевской сельсовет)
- Цветовский ручей (запад района, течёт с юга на север, Новопоселеновский сельсовет)
- Кислинский ручей (юг района, течёт с юга на север, Рышковский сельсовет)

## История
Курский район был образован 30 июля 1928 года преимущественно из территорий упразднённых Ямской и Рышковской волостей. Первоначально входил в состав Курского округа Центрально-Чернозёмной области. Район занимал 2 130 км² и состоял из 38 сельсоветов. Численность населения составляла 233 тыс. человек, общее количество населённых пунктов — 270. Тогда же был создан Бесединский район по большей части из территорий упразднённых Муравлёвской, Троицкой, а также частей Колодненской и Каменевской волостей, но в 1929 году Бесединский район был упразднён. В июле 1930 года, после упразднения округов, район перешёл в непосредственное подчинение областному центру Центрально-Чернозёмной области (Воронеж). В ноябре того же года Курский район был ликвидирован.
В июне 1934 года, при образовании Курской области, Курский район был восстановлен, однако уже 18 января 1935 года, при пересмотре административно-территориального деления, был снова упразднён, а его территория была разделена между образованными Бесединским (Бесединский, Винниковский, Муравлёвский, Ноздрачёвский, Полевской, Троицкий, Шумаковский сельсоветы, а также упразднённые Виногробльский и Безлесенский сельсоветы), Ленинским и Стрелецким районами.
1 февраля 1963 года Бесединский, Ленинский и Стрелецкий районы были объединены в Курский район, однако 9 декабря 1970 года на территории бывшего Ленинского района был образован Октябрьский район.

## Население
| 2002    | 2004    | 2007    | 2009    | 2010    | 2011    | 2012    | 2013    | 2014    |
| ------- | ------- | ------- | ------- | ------- | ------- | ------- | ------- | ------- |
| 56 494  | ↘55 200 | ↘50 627 | ↘49 401 | ↗54 778 | ↘54 444 | ↘53 268 | ↘52 949 | ↗56 517 |
| 2015    | 2016    | 2017    | 2018    | 2019    | 2020    | 2021    | 2024    |         |
| ↗57 275 | ↗57 315 | ↗57 692 | ↗57 720 | →57 720 | ↗58 222 | ↘54 521 | ↗55 471 |         |

### Национальный состав
По итогам переписи населения 2020 года проживали следующие национальности (национальности менее 0,1 % и другое, см. в сноске к строке «Другие»):
| Национальность | Численность, чел. | Доля     |
| -------------- | ----------------- | -------- |
| Русские        | 51 340            | 94,17 %  |
| Армяне         | 553               | 1,01 %   |
| Украинцы       | 286               | 0,52 %   |
| Азербайджанцы  | 79                | 0,14 %   |
| Белорусы       | 60                | 0,11 %   |
| Другие         | 2203              | 4,05 %   |
| Итого          | 54 521            | 100,00 % |

## Административное деление
Курский район как административно-территориальная единица включает 21 сельсовет.
В рамках организации местного самоуправления в муниципальный район входят 17 муниципальных образований со статусом сельского поселения:
| №  | Муниципальное образование   | Административный центр    | Количество населённых пунктов | Население (чел.) | Площадь (км²) |
| -- | --------------------------- | ------------------------- | ----------------------------- | ---------------- | ------------- |
| 1  | Бесединский сельсовет       | село Беседино             | 23                            | ↘3047            | 192,02        |
| 2  | Брежневский сельсовет       | село Верхнекасиново       | 27                            | ↘1229            | 159,67        |
| 3  | Винниковский сельсовет      | село 1-е Винниково        | 9                             | ↘1195            | 71,44         |
| 4  | Ворошневский сельсовет      | деревня Ворошнево         | 3                             | ↘4413            | 26,84         |
| 5  | Камышинский сельсовет       | посёлок Камыши            | 7                             | ↘2952            | 72,28         |
| 6  | Клюквинский сельсовет       | деревня Долгое            | 9                             | ↘9344            | 117,60        |
| 7  | Лебяженский сельсовет       | посёлок Черемушки         | 20                            | ↘3077            | 138,43        |
| 8  | Моковский сельсовет         | деревня 1-я Моква         | 7                             | ↗4324            | 45,72         |
| 9  | Нижнемедведицкий сельсовет  | деревня Верхняя Медведица | 16                            | ↘2677            | 115,78        |
| 10 | Новопоселеновский сельсовет | деревня 1-е Цветово       | 8                             | ↗4107            | 73,14         |
| 11 | Ноздрачевский сельсовет     | село Ноздрачево           | 4                             | ↘812             | 79,81         |
| 12 | Пашковский сельсовет        | деревня Чаплыгина         | 13                            | ↘1939            | 71,47         |
| 13 | Полевской сельсовет         | деревня Полевая           | 15                            | ↘3424            | 210,47        |
| 14 | Полянский сельсовет         | село Полянское            | 13                            | ↘1757            | 121,72        |
| 15 | Рышковский сельсовет        | село Рышково              | 4                             | ↘3280            | 53,69         |
| 16 | Шумаковский сельсовет       | деревня Большое Шумаково  | 3                             | ↘1271            | 61,61         |
| 17 | Щетинский сельсовет         | деревня Щетинка           | 10                            | ↘5673            | 45,31         |

В ходе муниципальной реформы 2006 года в составе новообразованного муниципального района законом Курской области от 21 октября 2004 года в границах сельсоветов было создано 21 муниципальное образование со статусом сельского поселения.
Законом Курской области от 26 апреля 2010 года был упразднён ряд сельских поселений: Верхнекасиновский сельсовет (включён в Брежневский сельсовет); Шемякинский сельсовет (включён в Нижнемедведицкий сельсовет); Троицкий сельсовет (включён в Бесединский сельсовет); Муравлевский сельсовет (включён в Полевской сельсовет). Соответствующие сельсоветы как административно-территориальные единицы упразднены не были.

## Населённые пункты
В Курском районе 191 населённый пункт (все — сельские).
| №   | Населённый пункт     | Тип     | Население | Муниципальное образование   |
| --- | -------------------- | ------- | --------- | --------------------------- |
| 1   | Александровка        | деревня | ↘23       | Брежневский сельсовет       |
| 2   | Александровка        | деревня | ↘110      | Новопоселеновский сельсовет |
| 3   | Алябьево             | деревня | ↘131      | Бесединский сельсовет       |
| 4   | Алябьево             | деревня | ↗26       | Пашковский сельсовет        |
| 5   | Барышниково          | деревня | ↘257      | Полевской сельсовет         |
| 6   | Безобразово          | деревня | ↘47       | Бесединский сельсовет       |
| 7   | Беломестное          | деревня | ↗44       | Бесединский сельсовет       |
| 8   | Берёзка              | деревня | ↘181      | Новопоселеновский сельсовет |
| 9   | Беседино             | село    | ↘1154     | Бесединский сельсовет       |
| 10  | Большое Лукино       | деревня | ↘77       | Полянский сельсовет         |
| 11  | Большое Мальцево     | деревня | ↘65       | Бесединский сельсовет       |
| 12  | Большое Шумаково     | деревня | ↘785      | Шумаковский сельсовет       |
| 13  | Брежнево             | деревня | ↘48       | Брежневский сельсовет       |
| 14  | Букреевка            | деревня | ↘669      | Камышинский сельсовет       |
| 15  | Букреевка            | село    | ↘243      | Лебяженский сельсовет       |
| 16  | Букреево             | деревня | ↘121      | Бесединский сельсовет       |
| 17  | Букреевские Выселки  | хутор   | ↘5        | Бесединский сельсовет       |
| 18  | Введенское           | село    | ↘642      | Шумаковский сельсовет       |
| 19  | Веревкино            | деревня | ↘7        | Брежневский сельсовет       |
| 20  | Верхнее Бартенево    | деревня | ↘7        | Брежневский сельсовет       |
| 21  | Верхнее Гуторово     | село    | ↘479      | Полевской сельсовет         |
| 22  | Верхнекасиново       | село    | ↘430      | Брежневский сельсовет       |
| 23  | Верхняя Заболоть     | деревня | ↘28       | Нижнемедведицкий сельсовет  |
| 24  | Верхняя Медведица    | деревня | ↘552      | Нижнемедведицкий сельсовет  |
| 25  | Винниково-Николаевка | село    | ↘55       | Винниковский сельсовет      |
| 26  | Виногробль           | село    | ↘176      | Ноздрачевский сельсовет     |
| 27  | Водяное              | деревня | ↘64       | Винниковский сельсовет      |
| 28  | Волобуевка           | деревня | ↘3        | Брежневский сельсовет       |
| 29  | Волобуево            | деревня | ↘152      | Камышинский сельсовет       |
| 30  | Волобуево            | деревня | ↘48       | Пашковский сельсовет        |
| 31  | Воронцово            | деревня | ↘224      | Бесединский сельсовет       |
| 32  | Ворошнево            | деревня | ↗3275     | Ворошневский сельсовет      |
| 33  | Воскресеновка        | деревня | ↘0        | Брежневский сельсовет       |
| 34  | Глебово              | село    | ↘45       | Пашковский сельсовет        |
| 35  | Гнездилово           | деревня | ↘52       | Брежневский сельсовет       |
| 36  | Голубицкое           | деревня | ↘330      | Рышковский сельсовет        |
| 37  | Городище             | деревня | ↘44       | Бесединский сельсовет       |
| 38  | Гремячка             | деревня | ↘397      | Моковский сельсовет         |
| 39  | Демино               | село    | ↘115      | Полевской сельсовет         |
| 40  | Денисово             | деревня | ↘30       | Пашковский сельсовет        |
| 41  | Долгое               | деревня | ↗437      | Клюквинский сельсовет       |
| 42  | Дроняево             | деревня | ↘53       | Брежневский сельсовет       |
| 43  | Дубовец              | хутор   | ↘12       | Бесединский сельсовет       |
| 44  | Дубовец              | хутор   | ↗10       | Полевской сельсовет         |
| 45  | Дурнево              | деревня | ↗250      | Клюквинский сельсовет       |
| 46  | Духовец              | хутор   | ↘190      | Ворошневский сельсовет      |
| 47  | Духовец              | деревня | ↗239      | Моковский сельсовет         |
| 48  | Екатериновка         | деревня | ↗124      | Новопоселеновский сельсовет |
| 49  | Ельково              | деревня | ↗50       | Полевской сельсовет         |
| 50  | Еремино              | деревня | ↘60       | Полевской сельсовет         |
| 51  | Еськово              | деревня | ↗73       | Ноздрачевский сельсовет     |
| 52  | Жердево              | деревня | ↘20       | Полянский сельсовет         |
| 53  | Жеребцово            | деревня | ↘226      | Полянский сельсовет         |
| 54  | Жиляево              | деревня | ↘46       | Полянский сельсовет         |
| 55  | Журавлин             | хутор   | ↗58       | Нижнемедведицкий сельсовет  |
| 56  | Заповедный           | посёлок | ↘98       | Новопоселеновский сельсовет |
| 57  | Звягинцево           | деревня | ↘116      | Клюквинский сельсовет       |
| 58  | Зорино               | деревня | ↘63       | Полевской сельсовет         |
| 59  | Зорино               | деревня | ↗1000     | Рышковский сельсовет        |
| 60  | Зубков               | хутор   | ↗315      | Моковский сельсовет         |
| 61  | Ивановка             | деревня | ↘42       | Нижнемедведицкий сельсовет  |
| 62  | Ивановка             | хутор   | ↗2        | Полевской сельсовет         |
| 63  | Искра                | посёлок | ↗1794     | Щетинский сельсовет         |
| 64  | Калинин              | хутор   | ↘3        | Брежневский сельсовет       |
| 65  | Каменево             | деревня | ↘43       | Винниковский сельсовет      |
| 66  | Каменево             | деревня | ↘476      | Камышинский сельсовет       |
| 67  | Камыши               | посёлок | ↘1370     | Камышинский сельсовет       |
| 68  | Карасевка            | деревня | ↘202      | Бесединский сельсовет       |
| 69  | Касиновский          | посёлок | ↘629      | Нижнемедведицкий сельсовет  |
| 70  | Касторная            | деревня | ↗58       | Моковский сельсовет         |
| 71  | Кизилово             | село    | ↘271      | Полевской сельсовет         |
| 72  | Киреевка             | деревня | ↘9        | Пашковский сельсовет        |
| 73  | Кислино              | хутор   | ↗504      | Рышковский сельсовет        |
| 74  | Клюква               | село    | ↘614      | Клюквинский сельсовет       |
| 75  | Клюквинский          | посёлок | ↗90       | Лебяженский сельсовет       |
| 76  | Колодное             | село    | ↘655      | Полевской сельсовет         |
| 77  | Конево               | хутор   | ↗64       | Нижнемедведицкий сельсовет  |
| 78  | Корелово             | село    | ↘6        | Брежневский сельсовет       |
| 79  | Красный Пахарь       | хутор   | ↗55       | Лебяженский сельсовет       |
| 80  | Кувшинное            | село    | ↘26       | Бесединский сельсовет       |
| 81  | Кукуевка             | деревня | ↘374      | Новопоселеновский сельсовет |
| 82  | Курица               | деревня | ↗135      | Нижнемедведицкий сельсовет  |
| 83  | Куркино              | село    | ↘183      | Камышинский сельсовет       |
| 84  | Кутепова             | деревня | ↘53       | Бесединский сельсовет       |
| 85  | Лазурный             | посёлок | ↗576      | Щетинский сельсовет         |
| 86  | Лебяжье              | село    | ↘356      | Лебяженский сельсовет       |
| 87  | Липовец              | посёлок | ↘177      | Винниковский сельсовет      |
| 88  | Лисово               | деревня | ↗163      | Полевской сельсовет         |
| 89  | Майково              | деревня | ↘44       | Полевской сельсовет         |
| 90  | Майская Заря         | деревня | ↗54       | Моковский сельсовет         |
| 91  | Малахово             | деревня | ↘157      | Камышинский сельсовет       |
| 92  | Малая Шумаковка      | деревня | ↘181      | Шумаковский сельсовет       |
| 93  | Малиновый            | посёлок | ↘263      | Винниковский сельсовет      |
| 94  | Малое Лукино         | деревня | ↘28       | Полянский сельсовет         |
| 95  | Малое Мальцево       | деревня | ↘15       | Бесединский сельсовет       |
| 96  | Маршала Жукова       | посёлок | ↘4190     | Клюквинский сельсовет       |
| 97  | Мельников            | хутор   | →3        | Брежневский сельсовет       |
| 98  | Михайлово            | деревня | ↘116      | Щетинский сельсовет         |
| 99  | Млодать              | деревня | ↘69       | Лебяженский сельсовет       |
| 100 | Мошкино              | деревня | ↘48       | Пашковский сельсовет        |
| 101 | Муравлево            | деревня | ↘85       | Полевской сельсовет         |
| 102 | Муравлево            | деревня | ↘163      | Щетинский сельсовет         |
| 103 | Мурыновка            | хутор   | ↗51       | Лебяженский сельсовет       |
| 104 | Нартово              | деревня | ↘19       | Полянский сельсовет         |
| 105 | Нижнее Бартенево     | деревня | ↘1        | Брежневский сельсовет       |
| 106 | Нижнекасиново        | село    | ↘142      | Брежневский сельсовет       |
| 107 | Нижняя Заболоть      | деревня | ↘116      | Нижнемедведицкий сельсовет  |
| 108 | Нижняя Медведица     | деревня | ↘66       | Нижнемедведицкий сельсовет  |
| 109 | Николаевка           | деревня | ↘0        | Брежневский сельсовет       |
| 110 | Николаевка           | деревня | ↘113      | Брежневский сельсовет       |
| 111 | Новопоселеновка      | деревня | ↗576      | Новопоселеновский сельсовет |
| 112 | Новореченский        | хутор   | ↘14       | Брежневский сельсовет       |
| 113 | Новосёловский        | посёлок | ↘103      | Лебяженский сельсовет       |
| 114 | Ноздрачево           | село    | ↘430      | Ноздрачевский сельсовет     |
| 115 | Овсянниково          | деревня | ↘185      | Пашковский сельсовет        |
| 116 | Отрешково            | село    | ↘295      | Винниковский сельсовет      |
| 117 | Пахомово             | деревня | ↘15       | Брежневский сельсовет       |
| 118 | Пашино               | деревня | ↗35       | Нижнемедведицкий сельсовет  |
| 119 | Пашково              | деревня | ↘53       | Пашковский сельсовет        |
| 120 | Петрин               | посёлок | ↘650      | Лебяженский сельсовет       |
| 121 | Петровское           | деревня | ↘179      | Бесединский сельсовет       |
| 122 | Пименово             | деревня | ↘80       | Полянский сельсовет         |
| 123 | Подлесный            | посёлок | ↘609      | Клюквинский сельсовет       |
| 124 | Полевая              | деревня | ↘1575     | Полевской сельсовет         |
| 125 | Полянское            | село    | ↘752      | Полянский сельсовет         |
| 126 | Постоялые Дворы      | деревня | ↘74       | Винниковский сельсовет      |
| 127 | Потапово             | деревня | ↘49       | Брежневский сельсовет       |
| 128 | Пронское             | деревня | ↘10       | Брежневский сельсовет       |
| 129 | Радино               | деревня | ↘40       | Лебяженский сельсовет       |
| 130 | Разиньково           | деревня | ↗298      | Брежневский сельсовет       |
| 131 | Рассыльная           | деревня | ↘866      | Ворошневский сельсовет      |
| 132 | Реутов               | хутор   | ↗88       | Пашковский сельсовет        |
| 133 | Роговка              | село    | ↗83       | Лебяженский сельсовет       |
| 134 | Рышково              | село    | ↘1216     | Рышковский сельсовет        |
| 135 | Саблин               | хутор   | ↗77       | Щетинский сельсовет         |
| 136 | Саморядово           | деревня | ↘65       | Полянский сельсовет         |
| 137 | Сапогово             | деревня | ↗979      | Пашковский сельсовет        |
| 138 | Сахаровка            | посёлок | ↗940      | Клюквинский сельсовет       |
| 139 | Селиховы Дворы       | деревня | ↗542      | Новопоселеновский сельсовет |
| 140 | Семеновка            | деревня | →12       | Лебяженский сельсовет       |
| 141 | Семеновка            | деревня | ↘42       | Щетинский сельсовет         |
| 142 | Семидесный           | хутор   | ↗18       | Бесединский сельсовет       |
| 143 | Смородное            | хутор   | ↘43       | Лебяженский сельсовет       |
| 144 | Сотниково            | деревня | ↘20       | Нижнемедведицкий сельсовет  |
| 145 | Степной              | посёлок | ↘0        | Лебяженский сельсовет       |
| 146 | Татаренкова          | деревня | ↘492      | Нижнемедведицкий сельсовет  |
| 147 | Теплый               | хутор   | ↘0        | Брежневский сельсовет       |
| 148 | Толмачево            | деревня | ↘10       | Брежневский сельсовет       |
| 149 | Толмачево            | деревня | ↘160      | Лебяженский сельсовет       |
| 150 | Топорок              | хутор   | ↘8        | Брежневский сельсовет       |
| 151 | Троица               | село    | ↘67       | Бесединский сельсовет       |
| 152 | Тутово               | деревня | ↘45       | Полянский сельсовет         |
| 153 | Ушаково              | деревня | ↘583      | Щетинский сельсовет         |
| 154 | Фроловка             | хутор   | →7        | Брежневский сельсовет       |
| 155 | Халино               | деревня | ↘2268     | Клюквинский сельсовет       |
| 156 | Хардиково            | село    | ↘66       | Полянский сельсовет         |
| 157 | Хвостово             | деревня | ↘105      | Полевской сельсовет         |
| 158 | Хвощин               | хутор   | ↘123      | Лебяженский сельсовет       |
| 159 | Хмелевая             | деревня | ↘96       | Нижнемедведицкий сельсовет  |
| 160 | Хоружевка            | хутор   | ↘34       | Лебяженский сельсовет       |
| 161 | Хреновец             | деревня | ↘8        | Брежневский сельсовет       |
| 162 | Чаплыгина            | деревня | ↘266      | Пашковский сельсовет        |
| 163 | Черемушки            | посёлок | ↘1050     | Лебяженский сельсовет       |
| 164 | Чуйкова              | деревня | ↘59       | Бесединский сельсовет       |
| 165 | Чурилово             | деревня | ↗293      | Камышинский сельсовет       |
| 166 | Шагарово             | деревня | ↗120      | Ноздрачевский сельсовет     |
| 167 | Шеховцово            | деревня | ↘222      | Бесединский сельсовет       |
| 168 | Шуклинка             | деревня | ↗190      | Щетинский сельсовет         |
| 169 | Шумаков              | хутор   | ↘57       | Брежневский сельсовет       |
| 170 | Щетинка              | деревня | ↘592      | Щетинский сельсовет         |
| 171 | Юбилейный            | посёлок | ↗1702     | Щетинский сельсовет         |
| 172 | Якунино              | деревня | ↗135      | Клюквинский сельсовет       |
| 173 | 1-е Анпилогово       | деревня | ↘180      | Полянский сельсовет         |
| 174 | 1-е Безлесное        | деревня | ↗43       | Лебяженский сельсовет       |
| 175 | 1-е Винниково        | село    | ↘223      | Винниковский сельсовет      |
| 176 | 1-е Красниково       | деревня | ↘187      | Бесединский сельсовет       |
| 177 | 1-е Курасово         | деревня | ↘116      | Пашковский сельсовет        |
| 178 | 1-е Писклово         | деревня | ↘118      | Бесединский сельсовет       |
| 179 | 1-е Цветово          | деревня | ↗1151     | Новопоселеновский сельсовет |
| 180 | 1-е Шемякино         | село    | ↘125      | Нижнемедведицкий сельсовет  |
| 181 | 1-я Моква            | деревня | ↗1823     | Моковский сельсовет         |
| 182 | 2-е Анпилогово       | деревня | ↘142      | Полянский сельсовет         |
| 183 | 2-е Безлесное        | деревня | ↘65       | Лебяженский сельсовет       |
| 184 | 2-е Букреево         | деревня | ↘46       | Лебяженский сельсовет       |
| 185 | 2-е Винниково        | село    | ↘57       | Винниковский сельсовет      |
| 186 | 2-е Красниково       | деревня | ↘29       | Бесединский сельсовет       |
| 187 | 2-е Курасово         | деревня | ↘190      | Пашковский сельсовет        |
| 188 | 2-е Писклово         | деревня | ↘14       | Бесединский сельсовет       |
| 189 | 2-е Шемякино         | деревня | ↘140      | Нижнемедведицкий сельсовет  |
| 190 | 2-я Моква            | деревня | ↗310      | Моковский сельсовет         |
| 191 | 2-я Нижняя Медведица | деревня | ↘102      | Нижнемедведицкий сельсовет  |

### Упразднённые населённые пункты
Законом Курской области от 10 июня 2014 года был упразднён посёлок Северный путём включения в состав города Курск. Ранее этот посёлок был создан в 2011 году путём выделения части земель деревни Татаренкова Нижнемедведицкого сельсовета и наименован в 2012 году.

## Археология

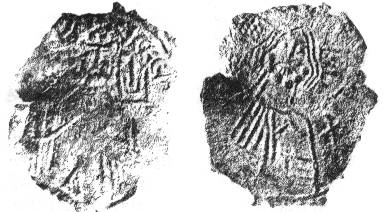
Сребреник Владимира Святославича с Бесединского городища под Курском, X век

- На территории Курского района, близ села Городище в Бесединском сельсовете на правом берегу реки Рать (приток Сейма) находится славянское Бесединское (Ратское) городище IX—XIV веков, отождествляемое с известным по письменным источникам древнерусским городом Ратун или Ратно[28]. Ратский археологический комплекс (официальное, но ошибочное название «Комплекс памятников, IX–XII вв. н. э.: Бесединское городище, два селища») расположен между деревнями Шеховцово и Городище на высоком правом берегу реки Рать. Выявлено три культурно-хронологических горизонта: первый с древностями роменской культуры IX — конца X века, второй соотносится с древнерусской культурой конца X — первой половиной XIII века, третий с материалами ордынского времени, датирующийся по монетам и фрагментам импортной, в первую очередь, поливной посуды началом — серединой XIV века[29]. В первой половине XIV века на месте славяно-русского поселения формируется крупный ордынский центр площадью около 35 га, укреплённая часть которого составляла не менее 15 га. Ратский комплекс был, видимо, административным центром известной по письменным источникам «Курской тьмы» и прекратил своё существование в 60-х годах XIV века[30].
- Парное погребение у села Разиньково, относящееся ко второй половине или последней трети VII века, сочетает как аланские черты погребального обряда, так и украшения дунайской традиции[31].